# Looking Glass (película)
Looking Glass (en España: Detrás del espejo) es una película estadounidense de 2018 dirigida por Tim Hunter y protagonizada por Nicolas Cage. Fue estrenada en los Estados Unidos por Momentum Pictures el 16 de febrero de 2018. El largometraje no fue bien recibido por la crítica especializada, cosechando un escaso 17% de ranking aprobatorio en el sitio Rotten Tomatoes.

## Sinopsis
Ray y Maggie han perdido a su hijo en un accidente. Anhelando un nuevo comienzo, compran un motel en un pequeño pueblo situado en algún lugar del desierto de California, camino a Las Vegas. Horas después de su llegada, el dueño anterior del motel empieza a presentar extraños comportamientos. Ray comienza a sospechar y pronto descubre un pasillo subterráneo secreto, que conduce a una pequeña habitación con un espejo unidireccional que permite observar en secreto la habitación n.º 10 del motel.

## Reparto
- Nicolas Cage es Ray.
- Robin Tunney es Maggie.
- Marc Blucas es Howard.
- Ernie Lively es Tommy.
- Jacque Gray es Jessica "Room 6".
- Kassia Conway es Strawberry Blonde.
- Bill Bolender es Ben.
- Kimmy Jimenez es Becky.
- Pascoalina Dunham es Ava.